# 別廖茲年斯科耶湖
58°44′47″N 28°32′38″E / 58.7463866°N 28.5438538°E
別廖茲年斯科耶湖（俄语：Берёзненское），是俄羅斯的湖泊，位於該國西北部，由普斯科夫州負責管轄，處於普柳薩區，面積0.13平方公里，海拔高度48米，集水區面積0.6平方公里，平均水深0.8米，最大水深1.5米。